# Radim Nyč
Radim Nyč (* 11. April 1966 in Liberec) ist ein ehemaliger tschechoslowakischer Skilangläufer.

## Werdegang
Nyč, der für den Dukla Liberec startete, lief im Weltcup erstmals bei den Olympischen Winterspielen 1988 in Calgary. Dort gewann er die Bronzemedaille mit der Staffel. In den Einzelrennen lief er auf den 25. Platz über 30 km klassisch und auf den 20. Rang über 50 km Freistil. In der Saison 1988/89 erreichte er mit Platz neun über 15 km Freistil in Ramsau am Dachstein und Rang acht über 30 km Freistil in Bohinj den 23. Platz im Gesamtweltcup sein bestes Gesamtergebnis im Weltcup. Bei den Weltmeisterschaften im Februar 1989 in Lahti holte er erneut die Bronzemedaille mit der Staffel. Zudem errang er dort den 13. Platz über 15 km Freistil. Im März 1990 wurde er beim Weltcup in Örnsköldsvik Dritter mit der Staffel. Bei den Weltmeisterschaften 1991 im Val di Fiemme belegte er den 33. Platz über 10 km klassisch, den 20. Rang über 15 km Freistil und den achten Platz mit der Staffel. In der Saison 1991/92 kam er mit zwei Top-Zehn-Platzierungen auf den 23. Platz im Gesamtweltcup. Dabei erreichte er mit jeweils Platz sechs über 30 km Freistil in Thunder Bay und bei den Olympischen Winterspielen 1992 in Albertville über 50 km Freistil seine beste Einzelplatzierung im Weltcup. Zudem lief er bei den Olympischen Winterspielen auf den 33. Platz über 10 km klassisch, auf den 25. Rang in der Verfolgung und auf den siebten Platz mit der Staffel. Bei den Weltmeisterschaften 1993 in Falun belegte er den 28. Platz über 50 km Freistil und den achten Rang mit der Staffel. Dies war sein 23. und letztes Weltcupeinzelrennen. Sein letztes Weltcuprennen absolvierte er im März 1993 in Lahti, das er auf dem 12. Platz mit der Staffel beendete.
Bei den tschechoslowakischen Meisterschaften siegte Nyč in den Jahren 1987, 1991 und 1992 mit der Staffel von Dukla Liberec und im Jahr 1990 über 50 km.

## Teilnahmen an Weltmeisterschaften und Olympischen Winterspielen

### Olympische Spiele
- 1988 Calgary: 3. Platz Staffel, 20. Platz 50 km Freistil, 25. Platz 30 km klassisch
- 1992 Albertville: 6. Platz 50 km Freistil, 7. Platz Staffel, 25. Platz 15 km Verfolgung, 33. Platz 10 km klassisch

### Nordische Skiweltmeisterschaften
- 1989 Lahti: 3. Platz Staffel, 13. Platz 15 km Freistil
- 1991 Val di Fiemme: 8. Platz Staffel, 20. Platz 15 km Freistil, 33. Platz 10 km klassisch
- 1993 Falun: 8. Platz Staffel, 28. Platz 50 km Freistil

## Platzierungen im Weltcup

### Weltcup-Statistik
Die Tabelle zeigt die erreichten Platzierungen im Einzelnen.
- 1.–3. Platz: Anzahl der Podiumsplatzierungen
- Top 10: Anzahl der Platzierungen unter den ersten zehn
- Punkteränge: Anzahl der Platzierungen innerhalb der Punkteränge
- Starts: Anzahl gelaufener Rennen in der jeweiligen Disziplin
- Hinweis: Bei den Distanzrennen erfolgt die Einordnung gemäß FIS.

| Platzierung         | Distanzrennen a | Distanzrennen a | Distanzrennen a | Distanzrennen a | Distanzrennen a | Skiathlon Verfolgung | Sprint | Etappen- rennen b | Gesamt | Team c | Team c  |
| Platzierung         | ≤ 5 km          | ≤ 10 km         | ≤ 15 km         | ≤ 30 km         | > 30 km         | Skiathlon Verfolgung | Sprint | Etappen- rennen b | Gesamt | Sprint | Staffel |
| ------------------- | --------------- | --------------- | --------------- | --------------- | --------------- | -------------------- | ------ | ----------------- | ------ | ------ | ------- |
| 1. Platz            |                 |                 |                 |                 |                 |                      |        |                   |        |        |         |
| 2. Platz            |                 |                 |                 |                 |                 |                      |        |                   |        |        |         |
| 3. Platz            |                 |                 |                 |                 |                 |                      |        |                   |        |        | 3       |
| Top 10              |                 |                 | 2               | 2               | 2               |                      |        |                   | 6      |        | 7       |
| Punkteränge         |                 | 1               | 3               | 2               | 3               |                      |        |                   | 9      |        | 8       |
| Starts              |                 | 3               | 6               | 5               | 5               | 4                    |        |                   | 23     |        | 8       |
| Stand: Karriereende |                 |                 |                 |                 |                 |                      |        |                   |        |        |         |

### Weltcup-Gesamtplatzierungen
| Saison  | Platz | Punkte |
| ------- | ----- | ------ |
| 1988/89 | 23.   | 18     |
| 1989/90 | 29.   | 16     |
| 1990/91 | -     | -      |
| 1991/92 | 23.   | 20     |
| 1992/93 | 71.   | 12     |